# Out of the Cellar
Albums de Ratt
(1er album) Invasion of Your Privacy
(1985)
Out of the Cellar est le 1er album studio du groupe américain Ratt sorti en 1984.

## Titres
1. Wanted Man - 3:37 - (Pearcy, Crosby, Cristofanilli)
2. You're in Trouble - 3:16 - (Pearcy, Crosby, DeMartini)
3. Round and Round - 4:22 - (Pearcy, Crosby, DeMartini)
4. In Your Direction - 3:30 - (Pearcy)
5. She Wants Money - 3:04 - (Croucier)
6. Lack of Communication - 3:52 - (Pearcy, Croucier)
7. Back for More - 3:42 - (Pearcy, Crosby)
8. The Morning After - 3:30 - (Pearcy, Crosby, DeMartini)
9. I'm Insane - 2:54 - (Crosby)
10. Scene of the Crime - 4:54 - (Crosby, Croucier)

## Single
- 1984: Round and Round
- 1984: Wanted Man
- 1984: Wanted Man

## Crédits

### Composition du groupe
- Stephen Pearcy: Chants
- Warren DeMartini: Guitare
- Robbin Crosby: Guitare
- Juan Croucier: Basse
- Bobby Blotzer: Batterie
- Jim Feracy: Ingénieur du son
- Beau Hill: Ingénieur du son & producteur